# Cornelia (Georgia)
Cornelia es una ciudad ubicada en el condado de Habersham en el estado estadounidense de Georgia. En el censo de 2000, su población era de 3.674.

## Demografía
En el 2000 la renta per cápita promedia del hogar era de $31,111, y el ingreso promedio para una familia era de $42,041. El ingreso per cápita para la localidad era de $21,701. Los hombres tenían un ingreso per cápita de $25,505 contra $20,404 para las mujeres.

## Geografía
Cornelia se encuentra ubicado en las coordenadas 34°30′49″N 83°31′51″O / 34.51361, -83.53083 (34.206520, -83.461203).
Según la Oficina del Censo, la localidad tiene un área total de 8,9 km² (3,4 mi²), de la cual 8,9 km² (3,4 mi²) es tierra y 0 km² (0 mi²) (0.80%) es agua.